# Armando Brambilla
Armando Brambilla (né le 21 janvier 1942 à Cologno Monzese - decédé le 24 décembre 2011 à Rome), dans la province de Milan, en Lombardie) est un évêque italien, évêque titulaire d'Iomnium (de) et auxiliaire de Rome. Il a été nommé à ces deux fonctions le 25 mars 1994.

## Biographie
Armando Brambilla a été ordonné prêtre le 11 juin 1977.
La consécration épiscopale de Mgr Armando Brambilla, par le cardinal Camillo Ruini, a eu lieu le 7 mai 1994.